# Katharina Michel
Katharina Michel (* 17. September 1988) ist eine Schweizer Sängerin, Moderatorin und die Gewinnerin der vierten Staffel von MusicStar, der Castingshow von SF 1. Sie trat kurzzeitig unter dem Pseudonym Kät auf.

## Leben
Katharina Michel stammt aus Brienz (Kanton Bern) und arbeitete bis Anfang 2009 als Coiffeuse. Sie wuchs mit ihren drei Schwestern und ihren Eltern auf. 
Von Januar bis März 2009 nahm sie – ohne ihr Wissen angemeldet von ihrer Schwester – an der schweizerischen Castingshow MusicStar teil. Kurz vor den Live-Sendungen verstarb ihr Vater. Michel gewann im Finale vom 29. März 2009 in der SMS- und Telefonabstimmung vor der als Favoritin gehandelten Raquel Rodo. Ihre erste, auf Schweizerdeutsch gesungene Single mit dem Titel Kei Luscht zum ga  erschien am 30. März 2009 unter dem Namen „Kät“ und erreichte Platz 3 der Schweizer Hitparade. Die zweite Single Landei, unter ihrem bürgerlichen Namen Katharina Michel veröffentlicht, erreichte Ende Juli noch Platz 21. Produziert wurde das Lied von Florian Ast. Im September hatte Michel ihr Album Heimatland & Stärnehagel fertiggestellt, das in die Top 10 der Albumcharts einstieg.
Bei einer MusicStar-Reunion Ende März 2024 wurde sie zur Siegerin der Sieger erkoren.
Von 2012 bis 2021 arbeitete Katharina Michel als Moderatorin beim Radio BEO (Radio Berner Oberland). Im Jahr 2021 machte sie sich als Sängerin und Moderatorin selbstständig. Michel ist Teil des Duos Josua Romano und Katharina Michel und Frontsängerin der Band Mercury7.

## Diskografie

### Alben
- 2009: Heimatland & Stärnehagel

### Singles
- 2009: Kei Luscht zum ga (als Kät)
- 2009: Landei
- 2009: Mir Boue üs e brügg
- 2009: Alles eis Ding (feat. Florian Ast)
- 2010: Tanz mit Mir feat, jaybee